# Dave Murray
David "Dave" Michael Murray (poznat kao The blond bomber, Moonface...), (Edmonton, 23. prosinca 1956.), britanski je gitarist i tekstopisac, poznatiji kao član heavy metal sastava Iron Maiden.

## Životopis
Kao dječak Murray je bio fanatičan igrač nogometa. No njegova obitelj je bila siromašna - njegov otac je bio invalid, a majka mu je radila povremeno kao čistaćica te se njegova obitelj nikad nije mogla negdje dovoljno zadržati tako da bi se Dave adaptirao u tom okruženju. Prema njegovom sjećanju, bio je u preko desetak škola prije negoli što je zauvijek ostavio školovanje sa 16 godina.
Murray je razvio interes za rock glazbu s 15 godina kada je čuo pjesmu "Voodoo Child" od Jimi Hendrixa na radiju. Tada je i dobio svoju prvu gitaru te osnovao svoj prvi sastav - trio koji se zvao Stone Free. U tom sastavu je bio i gitarist Adrian Smith koji je kasnije uz njegovu preporuku postao član Iron Maidena na njihovom drugom albumu - Killers.
Nakon toga svirao je u mnogo različitih sastava prije negoli što je upoznao Steva Harrisa i pridružio se grupi Iron Maiden prvi put 1976. godine, Murray je ubrzo bio otpušten iz sastava nakon što se posvađao s vokalistom Dennisom Wilcockom. Kasnije se ponovno spojio sa Smithom u njegovom sastavu Urchin. U tom sastavu je bio veoma kratko jer se ubrzo vratio u Maidene nakon što je Wilcock otišao iz sastava. No sa Smithom je u Urchinu ipak uspio snimiti jedan singl - Black Leather Fantasy te poslije počinje njegova glazbena i stalna karijera s grupom Iron Maiden.
Daveov stil sviranja gitare je veoma melodičan, tehnički briljantan te veoma precizan. Na solo dionicama više se koncentrira na melodičnost negoli na samu brzinu. Njegova najveća specijalnost je ta što odlično može spojiti solo dionice s atmosferom pjesme. Druga njegova karakteristika je ta što dosta koristi svoj mali prst dok svira za razliku od mnogih drugih gitarista.
On je jedini član uz Steve Harrisa koji je svirao na svim albumima sastava.
U svom privatnom životu ima ženu Tamaru i jednu kćer Tashu.

## Utjecaji i idoli
Jimi Hendrix, Deep Purple, Free, Richie Blackmore (Deep Purple), Paul Kossoff (Free), B.B. King, Stevie Ray Vaughan, Santana, Billy Gibbons.

## Oprema
Tijekom svoje karijere, Murray je najviše rabio pojačala marke Marshall i gitare Fender Stratocaster. Njegov 1957 Stratocaster (rabljen od 1977. do 1990.) sad miruje u njegovoj kući u staklenoj vitrini. Iako je ponekad svirao na gitarama marke Gibson, ESP ili akustičnim gitarama, Murrayjevo glavno glazbalo je gitara Stratocaster. Rabio je DiMarzio Super Distorziu i [PAF] na njegovom Stratu prije negoli se prebacio na Seymour Duncan JB's i Hot Rails 1990-tih.

### Gitare
- 3 Fender Custom Shop Stratocasters s Floyd Rose tremolo systems.

### Specifikacije gitare
- Ernie Ball žice(.009, .011, .014, .024, .032, .042)
- Seymour Duncan Hot Rails magneti

### Efekti, kontrolori i procesori
- Dunlop Wah kontroler
- Rocktron All-Access nožni kontroler

### Pojačala
- 280-Watt Marshall 4x12s s Celestion G12 "Vintage" 75-Watt zvučnicima
- Dva Marshall JCM 2000 DSL100 Dual Super Pojačala

## Diskografija

### Iron Maiden
- Iron Maiden (1980.)
- Killers (1981.)
- The Number of the Beast (1982.)
- Piece of Mind (1983.)
- Powerslave (1984.)
- Live After Death (1985.)
- Somewhere in Time (1986.)
- Seventh Son of a Seventh Son (1988.)
- No Prayer for the Dying (1990.)
- Fear of the Dark (1992.)
- A Real Live One (1993.)
- A Real Dead One (1993.)
- Live at Donington (1993.)
- The X Factor (1995.)
- Virtual XI (1998.)
- Brave New World (2000.)
- Rock in Rio (2002.)
- Dance of Death (2003.)
- Death on the Road (2005.)
- A Matter of Life and Death (2006.)
- The Final Frontier (2010.)
- The Book of Souls (2015.)

### Gostovanja kod drugih sastava
- Hear 'n Aid (1985.) – "Stars"
- Psycho Motel (1997.) – "With You Again"